# Papa Vigili
Vigili I (Roma, ? - Siracusa, 555) va ser escollit papa el 29 de març de 537. Essent el papa núm. 59 de l'Església catòlica, de 537 a 555.
Obligat per Teodora, dona de Justinià I, no va anul·lar les condemnes a la teoria eutaquiana. Detingut mentre celebrava la missa, va poder fugir. Va proclamar el Cinquè Concili Ecumènic. Justinià li va imposar la Pragmàtica sanció que limitava l'autoritat papal sobre la fe.

## Biografia
Membre d'una família aristocràtica de Roma; el seu pare, Joan, és identificat com a cònsol al Liber Pontificalis, després d'haver rebut aquest títol de l'emperador a Constantinoble. Segons Procopi, el seu germà Reparat va ser un dels senadors presos com a ostatge per Vitigès, però va aconseguir escapar abans que el rei ostrogot n'ordenés l'execució el 537.
Vigili va entrar al servei de l'Església i va ser ordenat diaca l'any 531. Aquell any, el clergat romà va acordar un decret que facultava al papa per determinar la successió a la Santa Seu, avui considerada invàlida.
Després de la mort d'Agapit I el 22 d'abril de 536, l'emperadriu Teodora, muller de Justinià I, va intentar que el successor d'aquest fos el seu vigilat, al qual va enviar a Roma perquè, amb el suport del general Belisario, qui va prendre la ciutat, fos elegit papa.
Però a Roma, el rei ostrogot Teodat es va avançar als plans romans d'Orient fent triar papa, el 20 de juny de 536, Silveri, fill del papa Hormisdes, per la qual cosa Belisario va deposar el pontífex i després de desterrar-lo el va fer abdicar l'11 de novembre de 537 (després va morir el 2 de desembre de 537). Vigili, malgrat haver estat excomunicat pel seu predecessor a causa d'aquestes maniobres pel poder, ja havia estat investit com a papa el 29 de març de 537.
Va morir a Siracusa, el 7 de juny de 555, quan intentava tornar a Roma.